# Heide Rühle
Heide Rühle este o politiciană germană, membră a Parlamentului European în perioada 1999-2004 din partea Germaniei.